# Tominów Wierch
Tominów Wierch (1019 m) –  wzniesienie na Pogórzu Gubałowskim (w Paśmie Gubałowskim). Znajduje się w grzbiecie oddzielającym miejscowości  Dzianisz i Ciche. Nazwa szczytu pochodzi od należącego do Dzianisza osiedla Tominy. Południowo-zachodnie stoki Tominowego Wierchu opadają do Dzianiskiego Potoku, północno-wschodnie do potoku Cichy (górny bieg potoku Wielki Rogoźnik).
Tominów Wierch to wzniesienie o płaskim grzbiecie i łagodnych zboczach, całkowicie bezleśne, zajęte przez łąki. Dzięki odkrytemu terenowi z grzbietu Tominowego Wierchu rozciągają się rozległe panoramy widokowe, m.in. na Tatry Zachodnie. Z Gubałówki prowadzi na niego polna droga, nadająca się do turystyki rowerowej  i pieszej.
Poniżej szczytu Tominów Wierch, na wysokości około 1000 m, znajduje się jedno z nielicznych w Polsce naturalnych stanowisk rzadkiej i chronionej prawnie rośliny – lilii bulwkowatej.

## Szlaki turystyczne
pieszy i rowerowy: Gubałówka – Pałkówka – Słodyczki – Gruszków Wierch – Trzy Kopce – Tominów Wierch – Ostrysz – Chochołów